# Клінцевич Франц Адамович
Франц Адамович Клінцевіч (біл. Франц Адамавіч Клінцэвіч; нар. 15 червня 1957 року; Ошмяни, Гродненська область, Білоруська РСР) — російський політик, член Ради Федерації — представник від адміністрації Смоленської області з 29 вересня 2015 року, перший заступник голови комітету з оборони та безпеки Ради Федерації Федерального Збору Російської Федерації (30 вересня 2015 р. — 13 лютого 2018 р.)
Депутат Державної думи Російської Федерації III, IV, V і VI скликань. Кандидат психологічних наук.

## Біографія
Франц Адамович Клінцевич народився 15 червня 1957 року в селі Крейванци, Ошмяни (Гродненська область, Білоруська ССР).
З 15 грудня 1974 по 24 січня 1975 року працював учителем освіти, праці та фізичної культури в Крейванцевській сільській восьмирічній школі.
У 1975—1997 роках знаходився на дійсній військовій службі в рядах Воєнних Сил, полковник запасу.
В 1975 році призначений на службу в армійські сили СССР і направляється в розвідувальний батальйон гарнізону військового містечка Печі міста Борисова. У 1976 році направляється в Свердловське вище військово-політичне танко-артилерійське училище, яке закінчив в 1980 році.
В 1986 році закінчив 10-місячні курси офіцерів-політиків у закордонних мовах Міністерства оборони СССР (дарі).
У 1986—1988 роках служив у 345-му окремому парашутно-десантному полку 40-ї армії, брав участь у бойових діях в Афганській війні в якості «старшого інструктора політвідділу по спеціальній пропаганді».
З 1990 року — заступник голови Російського Союзу ветеранів Афганістану.
В 1991 році закінчив Військово-політичну академію ім. В. І. Леніна.
З 1992 року — в Москві. Спочатку був провідним спеціалістом державної комісії з соціального захисту військовослужбовців, потім — старшим офіцером управління командуючого повітряно-десантними військами.
В 1993 році брав участь у подіях під час політичної кризи 1993 у Росії.
З 1995 року — голова правління Російського Союзу ветеранів Афганістану.
В 1995 році був обраний членом Ради Всеросійської громадської організації «Реформи — новий курс».
До 1997 року перебував на військовій службі в рядах Збройних сил Російської Федерації. У 2004 році закінчив Військову академію Генерального штабу Збройних сил Російської Федерації.
З 1999 по 2015 роки — депутат Державної думи Федеральних Зборів Російської Федерації. Був заступником керівника думської фракції «Єдина Росія».
З 29 вересня 2015 року — член Ради Федерації Федеральних Зборів Російської Федерації — представник від адміністрації Смоленської області.
У 2015 році Франц Клінцевич був внесений у базу сайту "Миротворець" за посібництво окупантам та терористам в Україні. За інформацією центру, Клінцевич брав участь у плануванні захоплення РФ Криму.

## Нагороди
- Орден «За заслуги перед Вітчизною» IV ступеня (2014 рік)[3]

- Орден Олександра Невського (31 липня 2012 року) — за великий внесок у розвиток російського парламентаризму і активну участь у законотворчій діяльності.

- Орден Пошани (15 червня 1999) — за плідну роботу з патріотичного виховання молоді та соціальний захист інвалідів та сімей військовослужбовців, які загинули під час виконання службового обов'язку[4].

- Орден Дружби (23 липня 2003) — за заслуги в зміцненні російської державності, активну участь в організації та проведенні референдуму в Чеченській Республіці.

- 2 ордена Червоної Зірки (1987 рік, 1988 рік).

- Почесна грамота Президента Російської Федерації (9 січня 2010 року) — за заслуги в законотворчій діяльності та розвитку російського парламентаризму[5].

- Подяка Президента Російської Федерації (11 липня 1996) — за активну участь в організації та проведенні виборчої кампанії Президента Російської Федерації в 1996 році[6].
- Орден Пошани (Білорусь, 2 грудня 1999 роки) — за великий особистий внесок у розвиток і зміцнення взаємодії рухів ветеранів війни в Афганістані Білорусії, Росії та України, плідну військово-патріотичну роботу[7].
- Орден «Зірка» III ступеня (Афганістан, 1987 рік).
- Медаль «В пам'ять 10-річчя виведення радянських військ з Афганістану» (Білорусь, 5 лютого 2005 року) — за великий особистий внесок у розвиток і зміцнення взаємодії рухів ветеранів війни в Афганістані Республіки Білорусь і держав — учасниць Співдружності Незалежних Держав, країн Балтії[8].